# الیو فادرا
الیو فادرا (انگلیسی: Alieu Fadera؛ زادهٔ ۳ نوامبر ۲۰۰۱) بازیکن فوتبال اهل گامبیا است که در حال حاضر برای کومو در پست هافبک بازی می‌کند.
وی همچنین در تیم‌های ملی فوتبال زیر ۲۰ سال و گامبیا بازی کرده است.

## زندگی شخصی
آلیو فادرا در ۳ نوامبر ۲۰۰۱ در فاجارا، باکائو، گامبیا متولد شد. او مسلمان است و در شبکه‌های اجتماعی به این موضوع اشاره کرده است.

## دوران باشگاهی

### پوهرونیه
ورود فادرا به باشگاه پوهرونیه در لیگ فورتونا لیگ اسلواکی در تاریخ ۶ مارس ۲۰۲۰ در وب‌سایت باشگاه اعلام شد. اولین بازی او به دلیل تعویق لیگ ناشی از همه‌گیری ویروس کرونا به تأخیر افتاد.
او در فصل ۲۱–۲۰۲۰ با به ثمر رساندن ۵ گل، به همراه جیمز ویر، بهترین گلزن باشگاه پوهرونیه شد.

### زولته وارخم
در ۳ اوت ۲۰۲۱، اعلام شد که فادرا با باشگاه زولته وارخم قراردادی چهار ساله امضا کرده است. او به دلیل توانایی‌های ورزشی، فیزیکی و همچنین تطبیق‌پذیری‌اش در خط حمله مورد تحسین قرار گرفت.
در پایان فصل ۲۳–۲۰۲۲، فادرا و زولته وارخم به دسته پایین‌تر سقوط کردند. پس از آن، خنک، نایب‌قهرمان لیگ، او را در تابستان همان سال به خدمت گرفت.

### کومو
در ۱۴ اوت ۲۰۲۴، فادرا با باشگاه ایتالیایی کومو قراردادی چهار ساله امضا کرد.

## دوران ملی
در مارس ۲۰۲۱، فادرا برای دو مسابقه مقدماتی جام ملت‌های آفریقا مقابل آنگولا و جمهوری دموکراتیک کنگو به تیم ملی گامبیا دعوت شد. با این حال، باشگاه پوهرونیه تصمیم گرفت او را برای این مسابقات آزاد نکند، زیرا نگرانی‌هایی درباره همه‌گیری کووید-۱۹ و الزامات قرنطینه وجود داشت که می‌توانست باعث غیبت او در مسابقات مهم گروه سقوط شود.
فادرا برای نمایندگی گامبیا در جام ملت‌های آفریقا ۲۰۲۳ انتخاب شد. او در بازی افتتاحیه که با شکست ۳–۰ مقابل سنگال همراه بود، به عنوان بازیکن تعویضی به جای ایبو تورای در نیمه دوم وارد زمین شد.